# Edefors församling
Edefors församling är en församling i Bodens pastorat i Lule kontrakt i Luleå stift. Församlingen ligger i Bodens kommun i Norrbottens län.
Församlingskyrka är Edefors kyrka.

## Administrativ historik
Församlingen bildades genom en utbrytning ur Överluleå församling 1890 (enligt beslut den 13 april 1881). Efter diskussioner förlades kyrkan till Harads enligt beslut den 21 mars 1884.

### Pastorat
Församlingen utgjorde ett eget pastorat från att den bildades till 2018. Från 2018 ingår församlingen i Bodens pastorat.
På 1890-talet var Edefors ett regalt pastorat. Systemet med regala pastorat avskaffades genom 1910 års prästvallag.

## Befolkningsutveckling
| Befolkningsutvecklingen i Edefors församling 1890–2015 | Befolkningsutvecklingen i Edefors församling 1890–2015 | Befolkningsutvecklingen i Edefors församling 1890–2015 | Befolkningsutvecklingen i Edefors församling 1890–2015 | Befolkningsutvecklingen i Edefors församling 1890–2015 |
| --- | ------------------------------------------------------ | ------------------------------------------------------ | ------------------------------------------------------ | ------------------------------------------------------ |
| |                                                        |                                                        |                                                        |                                                        |
| År |                                                        |                                                        | Folkmängd                                              |                                                        |
| 1890 | 1890                                                   |                                                        | 2 108                                                  |                                                        |
| 1900 | 1900                                                   |                                                        | 2 415                                                  |                                                        |
| 1910 | 1910                                                   |                                                        | 2 569                                                  |                                                        |
| 1920 | 1920                                                   |                                                        | 3 220                                                  |                                                        |
| 1930 | 1930                                                   |                                                        | 3 553                                                  |                                                        |
| 1935 | 1935                                                   |                                                        | 3 774                                                  |                                                        |
| 1940 | 1940                                                   |                                                        | 3 843                                                  |                                                        |
| 1945 | 1945                                                   |                                                        | 3 845                                                  |                                                        |
| 1950 | 1950                                                   |                                                        | 3 907                                                  |                                                        |
| 1955 | 1955                                                   |                                                        | 3 645                                                  |                                                        |
| 1960 | 1960                                                   |                                                        | 3 828                                                  |                                                        |
| 1965 | 1965                                                   |                                                        | 3 022                                                  |                                                        |
| 1970 | 1970                                                   |                                                        | 2 581                                                  |                                                        |
| 1975 | 1975                                                   |                                                        | 2 348                                                  |                                                        |
| 1980 | 1980                                                   |                                                        | 2 221                                                  |                                                        |
| 1985 | 1985                                                   |                                                        | 2 052                                                  |                                                        |
| 1990 | 1990                                                   |                                                        | 1 987                                                  |                                                        |
| 1995 | 1995                                                   |                                                        | 1 866                                                  |                                                        |
| 2000 | 2000                                                   |                                                        | 1 695                                                  |                                                        |
| 2005 | 2005                                                   |                                                        | 1 588                                                  |                                                        |
| 2010 | 2010                                                   |                                                        | 1 415                                                  |                                                        |
| 2015 | 2015                                                   |                                                        | 1 314                                                  |                                                        |
| Anm: För åren 1890-1945: befolkning enligt folkräkning 31 december enligt den administrativa indelningen den 1 januari följande år. 1950 avser befolkning enligt folkräkning den 31 december enligt den administrativa indelningen den 1 januari 1952. 1960-1970 avser befolkning enligt folkräkning den 1 november enligt den administrativa indelningen den 1 januari följande år. För åren 1955 samt 1975-2015: befolkning 31 december enligt den administrativa indelningen den 1 januari följande år. Sedan 1 januari 2016 sker inte folkbokföring per församling och därmed kan det hända att vissa personer inte ingår i församlingens folkmängd då de är skrivna på den fiktiva fastigheten På kommunen skriven som inte delas upp på församlingsnivå då de inte kunnat folkbokföras på en särskild befintlig fastighet. Den totala befolkningen i Svenska kyrkans församlingar är därför något lägre än den totala befolkningen i riket. |                                                        |                                                        |                                                        |                                                        |